# Almedinilla
Almedinilla er en by og kommune i det sydlige Spanien i provinsen Córdoba. Den har et indbyggertal på 2.323 (2024) indbyggere.